# Vysoké Popovice
Vysoké Popovice (in tedesco Popowitz) è un comune della Repubblica Ceca facente parte del distretto di Brno-venkov, in Moravia Meridionale.